# Kościół Podwyższenia Krzyża Świętego w Nowej Dębie
Kościół Podwyższenia Krzyża Świętego w Nowej Dębie – jeden z trzech kościołów rzymskokatolickich znajdujących się w mieście Nowa Dęba, w województwie podkarpackim (dekanat Nowa Dęba diecezji sandomierskiej).
Jest to świątynia wzniesiona w latach 1982–1990 według projektu wykonanego przez inżyniera Aleksandra Böhma i inżyniera Bogusława Brągiela, odpowiedzialnego za plany konstrukcyjne. Budowa była prowadzona kolejno przez ks. Henryka Łagockiego i ks. Eugeniusza Nycza. W pracach budowlanych pomagali członkowie parafialnego komitetu budowlanego oraz NSZZ „Solidarność” przedsiębiorstw z Nowej Dęby. Uroczyście kościół został poświęcony przez biskupa Ignacego Tokarczuka w dniu 3 listopada 1990 roku. Świątynia jest typowym i udanym przykładem architektury późnomodernistycznej. Charakterystycznymi cechami stylu widocznymi w bryle świątyni to nietypowa i rzeźbiarska forma oraz brak symetrii. Kościół został oparty na planie liścia dębu, co ma związek z nazwą miasta. Dwupoziomowa świątynia znajduje się na wzgórzu, w parku. Wyróżnia się spośród okolicznych bloków strzelistym namiotem dachu, wznoszącym się powyżej w kształcie quasi-wieży od frontu i tworzącym coś w formie niższej sygnaturki z okienkiem nad prezbiterium. Wejście główne znajduje się niesymetrycznie nieco po lewej stronie fasady. Również namiot dachu od frontu rozcięty jest znajdującym się po lewej, niesymetrycznym, złamanym wzdłuż osi, trójkątnym oknem, doświetlającym nawę nad chórem muzycznym. Białe, stosunkowo niskie i załamane pod nietypowym kątem względem siebie ściany są ozdobione różnokształtnymi oknami o różnym rozmiarze. Wielobocznie załamany dach nad prezbiterium i zapleczem posiada oprócz tego znajdujący się powyżej rząd trójkątnych okienek, oświetlających prezbiterium między poprzedzielanymi płaszczyznami ścian. Tworzą one m.in. ścianę ołtarzową, na której powieszone są drewniane figury grupy ukrzyżowania oraz otoczone glorią metalowych promieni o kolorze złota tabernakulum. Jasne, wysokie, ale nieregularne wnętrze świątyni otoczone jest podpartą okrągłymi słupami emporą – wewnętrznym balkonem, tworzącym jakby nawę główną w centrum, a pod sobą coś w stylu nieregularnych przestrzeni naw bocznych, zapewniających miejsce dla konfesjonałów i stacji drogi krzyżowej.